# Polygordius lacteus
Espèce
Synonymes
- Linotrypane apogon McIntosh, 1875[2]
- Polygordius ponticus Salensky, 1907[2]

Polygordius lacteus est une espèce de vers polychètes de la famille des Polygordiidae.